# Новокієнська сільська адміністрація
Новокіє́нська сільська адміністрація (каз. Новокиенка ауылдық әкімдігі, рос. Новокиенская сельская администрация) — адміністративна одиниця у складі Жаксинського району Акмолинської області Казахстану. Адміністративний центр та єдиний населений пункт — село Новокієнка.
Населення — 615 осіб (2021; 860 у 2009, 1142 у 1999, 1186 у 1989).
Станом на 1989 рік існувала Новокієнська сільська рада (села Новокієнка, Парчовка). Село Парчовка було ліквідовано 2018 року, тоді ж сільський округ був перетворений у сільську адміністрацію.

## Склад
До складу адміністрації входять такі населені пункти:
| Населений пункт  | Населення, осіб (1989) | Населення, осіб (1999) | Населення, осіб (2009) | Населення, осіб (2021) |
| ---------------- | ---------------------- | ---------------------- | ---------------------- | ---------------------- |
| Новокієнка, село | 970                    | 922                    | 723                    | 615                    |
| --Парчовка, село | 216                    | 220                    | 137                    | -                      |